# فيتو ألبانيز
فيتو ألبانيز (بالإنجليزية: Vito Albanese)‏ هو نقابي وسياسي أمريكي، ولد في 1918. حزبياً، نشط في الحزب الديمقراطي. وقد انتخب عضو جمعية نيوجيرسي العامة.